# اشپیر
شهر اشپیر (به آلمانی: Speyer) در ایالت راینلند-فالتز در کشور آلمان واقع شده‌است.